# Enciklopedika
Enciklopedika (grč. enkýklios = opći + paideía = naobrazba) je znanost koja se bavi proučavanjem enciklopedijskih djela, njihova razvoja, ustroja i zakonitosti izrade. Također i stručna djelatnost koja se bavi izradom tih djela. Kao sinonim za enciklopediku koristi se i naziv enciklopedistika. Tako se, primjerice, u Pravilniku o utvrđivanju znanstvenih područja Nacionalnoga vijeća za znanost leksikografija i enciklopedistika navodi kao jedna od grana informacijskih znanosti unutar područja društvenih znanosti. S druge strane, naziv enciklopedika pojavljuje se u nazivu Katedre za leksikografiju i enciklopediku Filozofskog fakulteta u Zagrebu. Leksikografija u širem smislu obuhvaća enciklopediku kao struku koja se bavi izradom jednog specifičnog tipa leksikografskih djela. Međutim, leksikografija i enciklopedika češće se upotrebljavaju kao sestrinski pojmovi koji objedinjuju područje izrade rječnika s područjem izrade enciklopedija. Među enciklopedijska djela, kojima se enciklopedika bavi, ubrajaju se enciklopedije, leksikoni, enciklopedijski rječnici, a ponekad i biografije, atlasi i dr. Enciklopedija, kao najvažnije enciklopedijsko djelo, daje sustavan pregled znanja (opća enciklopedija) ili iscrpan skup podataka o nekoj znanosti, umjetnosti ili području  (strukovna, posebna enciklopedija) u abecednom ili kakvom drugom slijedu. Povijesni razvoj enciklopedike kao stručne djelatnosti poklapa se s povijesnim razvojem enciklopedijskih djela.

## Vanjske poveznice
- Enciklopedija, članak D. Diderota iz Francuske enciklopedije